# Cedric Ceballos
Cedric Zelos Ceballos (Maui, Hawái, 2 de agosto de 1969) es un exjugador de baloncesto de la NBA. Normalmente como alero, destacó en Los Angeles Lakers y Phoenix Suns, para terminar su carrera en Dallas Mavericks, Detroit Pistons y Miami Heat. Ceballos asistió al Ventura College y más tarde a la Universidad de Cal State Fullerton. Su apodo era "Ice".

## Trayectoria deportiva
En la temporada 1992-93 lideró la NBA en porcentaje de tiros de campo (57.6) y en la 1994-95 a los Lakers en anotación, promediando 21.7 puntos por partido, y en la 1995-96 con 21.2. En 1995, fue el primer laker en anotar 50 puntos en un encuentro en los últimos 20 años y en 1992 ganó el Concurso de Mates de la NBA.
Fue seleccionado en el Draft de 1990 por Phoenix Suns en la posición 21 de la segunda ronda. En 2001 puso fin a su carrera en la NBA, pero siguió jugando en Europa y algunas ligas menores de Estados Unidos hasta su retirada definitiva en 2011 tras jugar por última vez en el equipo Maywood Buzz, que juega en la ABA moderna.

## Estadísticas de su carrera en la NBA
|  | Líder de la liga |

### Temporada regular
| Año     | Equipo      | PJ  | PT  | MPP  | %TC   | %3P  | %TL  | RPP | APP | ROB | TPP | PPP  |
| ------- | ----------- | --- | --- | ---- | ----- | ---- | ---- | --- | --- | --- | --- | ---- |
| 1990-91 | Phoenix     | 63  | 0   | 11.6 | .487  | .167 | .663 | 2.4 | 0.6 | 0.2 | 0.1 | 8.2  |
| 1991-92 | Phoenix     | 64  | 4   | 11.3 | .482  | .167 | .736 | 2.4 | 0.8 | 0.3 | 0.2 | 7.2  |
| 1992-93 | Phoenix     | 74  | 46  | 21.7 | .576* | .000 | .725 | 5.5 | 1.0 | 0.7 | 0.4 | 12.8 |
| 1993-94 | Phoenix     | 53  | 43  | 30.2 | .535  | .000 | .724 | 6.5 | 1.7 | 1.1 | 0.4 | 19.1 |
| 1994-95 | L.A. Lakers | 58  | 54  | 35.0 | .509  | .397 | .716 | 8.0 | 1.8 | 1.0 | 0.3 | 21.7 |
| 1995-96 | L.A. Lakers | 78  | 71  | 33.7 | .530  | .277 | .804 | 6.9 | 1.5 | 1.2 | 0.3 | 21.2 |
| 1996-97 | L.A. Lakers | 8   | 8   | 34.9 | .410  | .238 | .867 | 6.6 | 1.9 | 0.6 | 0.8 | 10.8 |
| 1996-97 | Phoenix     | 42  | 32  | 27.3 | .464  | .259 | .737 | 6.6 | 1.2 | 0.7 | 0.4 | 15.3 |
| 1997-98 | Phoenix     | 35  | 16  | 17.9 | .500  | .300 | .714 | 4.3 | 1.0 | 0.6 | 0.2 | 9.5  |
| 1997-98 | Dallas      | 12  | 9   | 30.3 | .478  | .300 | .770 | 6.0 | 2.1 | 0.9 | 0.7 | 16.9 |
| 1998-99 | Dallas      | 13  | 5   | 27.1 | .421  | .393 | .694 | 6.5 | 0.9 | 0.5 | 0.4 | 12.5 |
| 1999-00 | Dallas      | 69  | 25  | 29.9 | .446  | .328 | .843 | 6.7 | 1.3 | 0.8 | 0.3 | 16.6 |
| 2000-01 | Detroit     | 13  | 0   | 12.8 | .394  | .275 | .800 | 2.0 | 0.5 | 0.5 | 0.2 | 5.8  |
| 2000-01 | Miami       | 27  | 0   | 14.6 | .462  | .333 | .879 | 3.0 | 0.5 | 0.4 | 0.1 | 6.9  |
| Total   | Total       | 609 | 313 | 24.2 | .500  | .309 | .753 | 5.3 | 1.2 | 0.7 | 0.3 | 14.3 |

### Playoffs
| Año   | Equipo      | PJ | PT | MPP  | %TC  | %3P  | %TL   | RPP | APP | ROB | TPP | PPP  |
| ----- | ----------- | -- | -- | ---- | ---- | ---- | ----- | --- | --- | --- | --- | ---- |
| 1991  | Phoenix     | 3  | 0  | 8.0  | .583 | –    | .333  | 1.7 | 0.7 | 0.7 | 0.0 | 5.3  |
| 1992  | Phoenix     | 8  | 8  | 23.5 | .550 | –    | .667  | 6.4 | 1.5 | 0.8 | 0.8 | 13.5 |
| 1993  | Phoenix     | 16 | 3  | 11.6 | .571 | –    | .727  | 2.3 | 0.8 | 0.3 | 0.4 | 6.0  |
| 1994  | Phoenix     | 10 | 8  | 21.2 | .462 | .000 | .833  | 4.4 | 0.8 | 0.8 | 0.2 | 10.1 |
| 1995  | L.A. Lakers | 10 | 10 | 34.0 | .381 | .360 | .737  | 6.1 | 1.8 | 1.2 | 0.7 | 14.2 |
| 1996  | L.A. Lakers | 4  | 4  | 35.5 | .484 | .313 | .917  | 8.3 | 1.3 | 1.0 | 0.3 | 19.0 |
| 1997  | Phoenix     | 5  | 0  | 21.4 | .333 | .250 | 1.000 | 5.2 | 0.6 | 0.8 | 0.6 | 6.6  |
| 2001  | Miami       | 3  | 0  | 5.0  | .286 | –    | .500  | 2.0 | 0.3 | 0.0 | 0.0 | 1.7  |
| Total | Total       | 59 | 33 | 20.6 | .466 | .325 | .743  | 4.5 | 1.1 | 0.7 | 0.4 | 9.8  |